# Nagy Albert (orvos)
Nagy Albert, születési nevén Grosz Albert (Kecskemét, 1870. október 19. – Budapest, Terézváros, 1933. február 5.) orvos, újságíró.

## Életútja
Grosz Lipót és Klein Lora (Eleonóra) fiaként született. Középiskolai tanulmányait a Kegyes-Tanítórend Kecskeméti Főgimnáziumában végezte (1880–1888). Ezután beiratkozott a Budapesti Tudományegyetem Orvostudományi Karára, tanulmányainak egy részét Bécsben is hallgatta. 1897-ben Budapesten nyert orvosdoktori oklevelet, majd a Korányi Frigyes vezetése alatt álló belklinikán működött. 1897-ben Grosz családi nevét Nagyra változtatta. 1899–1900-ban tanulmányutat tett Párizsba. 1897-ben kezdette orvosi gyakorlatát Budapesten. A Budapesti Tudományegyetem I. belgyógyászati klinika orvosa, tartalékos császári és királyi segédorvos, a királyi orvosegyesület, az országos és budapesti orvosszövetség tagja, a Budapesti Újságírók Egyesületének orvosa, Pest vármegye tiszteletbeli tiszti főorvosa volt. 1932-ben a kormányzó a kormányfőtanácsosi címet adományozta számára. Az 1930-as évek elején a magyar fürdőügy, különösen pedig a Balatonvidék fellendítésének problémájával foglalkozott. Veseér-elmeszesedés okozta halálát.
A Nemzeti Ujságnak 1892-ben belső dolgozótársa, a Magyarország politikai napilapnak 1894-től szakreferense volt. Szerkesztette a Jó egészség című szakfolyóiratot 1902. január 2-től Budapesten két évtizeden keresztül.
Felesége Bilkei (Bilsiczky) Irén színésznő volt.